# Моаб (Юта)
Моаб (англ. Moab) — місто (англ. city) в США, адміністративний центр округу Гранд на сході штату Юта. Населення — 5366 осіб (2020).

## Географія
Розташоване на плато Колорадо, на південь від річки Колорадо. Моаб розташований за координатами 38°34′29″ пн. ш. 109°33′6″ зх. д. / 38.57472° пн. ш. 109.55167° зх. д. (38.574640, -109.551528). За даними Бюро перепису населення США в 2010 році місто мало площу 10,70 км², уся площа — суходіл. В 2017 році площа становила 12,39 км², уся площа — суходіл.

## Демографія
Згідно з переписом 2010 року, у місті мешкало 5046 осіб у 2109 домогосподарствах у складі 1211 родини. Густота населення становила 471 особа/км². Було 2366 помешкань (221/км²).
Расовий склад населення:
| - 85,3 % — білих - 5,9 % — корінних американців - 0,9 % — азіатів - 0,4 % — чорних або афроамериканців - 0,1 % — вихідців з тихоокеанських островів - 5,5 % — осіб інших рас |

До двох чи більше рас належало 1,9 %. Частка іспаномовних становила 12,8 % від усіх жителів.
За віковим діапазоном населення розподілялося таким чином: 24,0 % — особи молодші 18 років, 63,0 % — особи у віці 18—64 років, 13,0 % — особи у віці 65 років та старші. Медіана віку мешканця становила 37,3 року. На 100 осіб жіночої статі у місті припадало 97,9 чоловіків; на 100 жінок у віці від 18 років та старших — 94,8 чоловіків також старших 18 років.
Середній дохід на одне домашнє господарство становив 46 182 долари США (медіана — 40 497), а середній дохід на одну сім'ю — 58 075 доларів (медіана — 48 134). Медіана доходів становила 31 590 доларів для чоловіків та 32 786 доларів для жінок. За межею бідності перебувало 16,0 % осіб, у тому числі 2,4 % дітей у віці до 18 років та 13,8 % осіб у віці 65 років та старших.
Цивільне працевлаштоване населення становило 2690 осіб. Основні галузі зайнятості: мистецтво, розваги та відпочинок — 30,1 %, освіта, охорона здоров'я та соціальна допомога — 14,8 %, роздрібна торгівля — 12,2 %.